# Герзанич, Оксана Васильевна
Оксана Васильевна Герзанич (род. 29 ноября 1974) — российская самбистка и дзюдоистка, серебряный (2005) и бронзовый (2003, 2004) призёр чемпионатов России дзюдо, чемпионка (2004) и серебряный призёр (2007, 2008) чемпионатов России по самбо, победительница (2005) и серебряный призёр (2008) розыгрышей Кубка России по самбо, чемпионка мира по самбо 2004 года, победительница (2006) и серебряный призёр (2004) Кубка мира по самбо, мастер спорта России международного класса по самбо. Наставником Герзанич был Юрий Шоя.

## Спортивные результаты
- Чемпионат России по самбо среди женщин 2004 года — ;
- Чемпионат России по дзюдо 2003 года — ;
- Чемпионат России по дзюдо 2004 года — ;
- Чемпионат России по дзюдо 2005 года — ;
- Кубок России по самбо 2005 года — ;
- Чемпионат России по самбо среди женщин 2007 года — ;
- Чемпионат России по самбо среди женщин 2008 года — ;
- Кубок России по самбо 2008 года — ;